# Зимолюбка
Зимолю́бка (лат. Chimáphila) — род цветковых растений семейства Вересковые (Ericaceae).

## Название
Латинское научное название образовано от греческих корней "cheima" (зима) and "philos" (любитель), т.е. "любящая зиму" и связано с тем, что растение уходит под снег с зелёными листьями. Русскоязычное название является смысловым переводом латинского.

## Ботаническое описание
Многолетнее растение.
Листья кожистые обратноланцетные, острозубчатые, с узкоклиновидным основанием, почти сидячие.
Цветки в зонтиковидном соцветии, довольно крупные, розовые с раскинутыми лепестками. Тычинки с килеватыми, трёхгранными нитями расширенными в нижней части. Пестик почти без столбика, с почти сидячим округлым рыльцем. Завязь окружена подпестичным диском.
Плод — прямостоячая коробочка с голыми по краям створками, раскрывающимися сверху вниз.

## Распространение и экология
Произрастает в лесной зоне холодного и умеренного поясов Северного полушария.

## Таксономия
Chimaphila Pursh, 1813, Fl. Amer. Sept. 1: 279
В некоторых более ранних классификациях род Зимолюбка включался в трибу Грушанковые (Pyroleae) подсемейства Вертляницевые (Monotropoideae) семейства Вересковые (Ericaceae) порядка Верескоцветные (Ericales).
В системе Кронквиста род входит в семейство Грушанковые.
По современной классификации род Зимолюбка относится к подсемейству Pyroloidaea семейства Вересковые (Ericaceae) порядка Верескоцветные (Ericales). Таксономическая схема в соответствии с Системой APG IV по состоянию на декабрь 2023 года:
|  |                                      |  |                                   |                                   |                      |  | ещё 21 семейство | ещё 21 семейство  |                          |  |                        |  | еще 3 рода | еще 3 рода |  |
|  |                                      |  |                                   |                                   |                      |  | ещё 21 семейство | ещё 21 семейство  |                          |  |                        |  | еще 3 рода | еще 3 рода |  |
|  |                                      |  |                                   | порядок Верескоцветные            |                      |  |                  |                   | подсемейство Pyroloidaea |  |                        |  |            |            |  |
|  |                                      |  |                                   | порядок Верескоцветные            |                      |  |                  |                   | подсемейство Pyroloidaea |  | 5 подтвержденных видов |  |            |            |  |
|  | отдел Цветковые, или Покрытосеменные |  |                                   |                                   | семейство Вересковые |  |                  |                   | род Зимолюбка            |  |                        |  |            |            |  |
|  | отдел Цветковые, или Покрытосеменные |  |                                   |                                   |                      |  |                  |                   |                          |  |                        |  |            |            |  |
|  |                                      |  | ещё 63 порядка цветковых растений | ещё 63 порядка цветковых растений |                      |  |                  | еще 8 подсемейств | еще 8 подсемейств        |  |                        |  |            |            |  |
|  |                                      |  |                                   | ещё 63 порядка цветковых растений |                      |  |                  |                   | еще 8 подсемейств        |  |                        |  |            |            |  |

### Виды
- Chimaphila japonica Miq. — Зимолюбка японская
- Chimaphila maculata (L.) Pursh typus[1] — Зимолюбка пятнистая, или Зимолюбка метельчатая
- Chimaphila menziesii (R.Br. ex D.Don) Spreng. — Зимолюбка Менциза
- Chimaphila monticola Andres
- Chimaphila umbellata (L.) W.P.C.Barton — Зимолюбка зонтичная

| |  |  |
| Слева направо: Верхняя часть листа (Зимолюбка зонтичная). Цветок (Зимолюбка Менциза). Коробочка (Зимолюбка метельчатая). |  |  |